# Раджаб
Раджа́б (араб. رجب‎) — седьмой месяц мусульманского лунного календаря, один из четырёх Запретных месяцев, в которые были запрещены военные действия.

## Значение
Этот месяц также является вступительным к месяцу Рамадан, так как Рамадан следует за ним после находящегося между ними месяца Шаабан. Поэтому, когда Пророк видел луну месяца Раджаб, он молился Аллаху следующими словами: «О Аллах, сделай месяцы Раджаб и Шаабан благословенными для нас, и дай нам достичь Рамадана (то есть продли нашу жизнь вплоть до Рамадана, чтобы мы могли получить пользу от его достоинств и благословений)».
При этом шариатом не предписан какой-либо особый способ поклонения в этот месяц. Однако, поскольку данный месяц является прологом к месяцу Рамадан, им следует воспользоваться, чтобы подготовить себя к Рамадану.

## Цитаты
- «Год состоит из двенадцати месяцев, из них четыре запретных. Три из них следуют друг за другом: Зуль-када, Зуль-хиджа и Мухаррам, а также месяц Раджаб, который следует после Джумада и до Шаабана»[1].
- «Иногда посланник Аллаха, да благословит его Аллах и приветствует, постился так долго, что мы говорили, что он вообще не прерывает поста, а иногда он не постился так долго, что мы говорили, что он вообще не постится. И я не видела, чтобы посланник Аллаха, да благословит его Аллах и приветствует, постился в течение целого месяца, кроме Рамадана, как не видела я, чтобы (в каком-нибудь месяце) постился он больше, чем в Шаабане»[2].

### 10 день
- 195 г.х. — рождение 9-го шиитского имама Мухаммада ат-Таки

### 11 день
- 571 г.х. — смерть арабского историка Ибн Асакира[3].

### 13 день
- 751 г.х. — смерть ханбалитского правоведа Ибн Каййима аль-Джаузия[4]

### 17 день
- 703 г.х. — рождение путешественника Ибн Баттуты[5]